# 브람 물레나르
브람 물레나르(Bram Moolenaar, nl; 1961년 – 2023년 8월 3일)는 Vi (유닉스)-파생 텍스트 편집기인 Vim의 제작자이자 관리자이며 자비로운 종신독재자였던 네덜란드의 소프트웨어 엔지니어이자 활동가였다. 그는 우간다의 에이즈 희생자를 지원하는 비정부 기구인 ICCF Holland를 옹호했으며, Vim의 인기를 이용해 기부를 장려했다.
2006년 7월부터 2021년 9월까지 물레나르는 구글에 고용되어 취리히 사무실에서 구글 캘린더 작업을 했다. 그는 시간의 일부를 Vim 유지보수에 할애했다.

## 어린 시절과 교육
물레나르는 1961년 네덜란드 리서에서 태어났다. 1985년, 그는 델프트 공과대학교를 전기공학 학위로 졸업했다.

## Vim

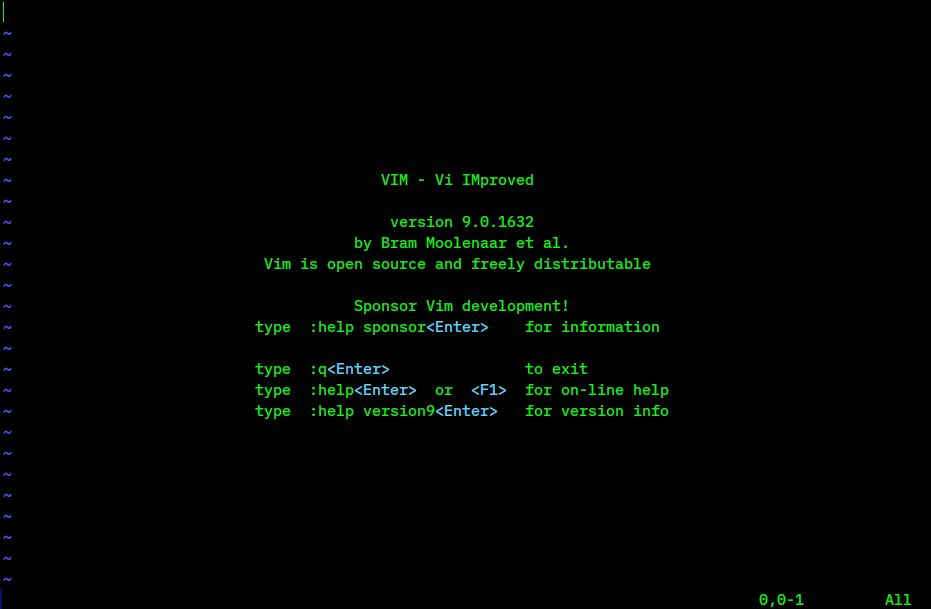
Vim의 시작 화면

1988년, 물레나르는 아미가 컴퓨터를 구매했다. 당시 아미가로 포팅되지 않은 Vi (유닉스)에 익숙했던 그는 Stevie를 포함한 여러 vi 클론을 테스트했다. 물레나르는 Stevie의 소스 코드를 가져와 개선했다. vi를 따라잡기 위해 물레나르는 결국 여러 수준의 실행 취소와 같은 추가 기능을 추가했다. "Vi IMitation"의 첫 번째 버전은 프레드 피쉬가 만든 공개 도메인 디스크 세트에 1988년 출시되었다. 여러 사용자들이 Vim을 MS-DOS와 유닉스와 같은 다른 플랫폼에 포팅했다. 1992년 버전 1.22에서 Vi IMitation은 "Vi IMproved"로 이름이 변경되었다.
Vim은 오픈 소스이며 채리티웨어이다. 사용자들은 ICCF Holland에 기부하도록 장려된다. Vim이 시작된 이래로 많은 다른 애플리케이션들이 이런 방식으로 라이선스되었다. Vim은 여러 상을 수상했으며 가장 인기 있는 텍스트 편집기 중 하나로 언급되었다.

## 다른 활동
물레나르가 개발한 다른 소프트웨어 도구로는 Make (소프트웨어)와 유사한 파이썬으로 작성된 소프트웨어 빌드 도구인 A-A-P와 프로그램 가독성을 강조하는 프로그래밍 언어인 Zimbu가 있다.
물레나르는 네덜란드 유닉스 사용자 그룹인 NLUUG의 회원이었으며, NLUUG은 25주년 기념 행사에서 Vim의 창작과 전반적인 오픈 소스 소프트웨어 기여에 대해 그에게 상을 수여했다.

### 자선 활동
물레나르는 우간다 키바알레에 기반을 둔 비정부 기구인 ICCF Holland의 옹호자였다. 이 단체는 AIDS로 부모를 잃은 아이들을 돕기 위해 그가 설립했다. 1994년, 그는 키바알레 아동 센터에서 상하수도 엔지니어로 자원봉사했으며, 이후 25년 동안 여러 차례 방문했다. 1995년, 그는 Vim을 채리티웨어로 만들었다. 1997년에 ICCF Holland를 위해 약 US$2,000가 모금되었고, 1년 후에는 US$4,000가 모금되었다. 1999년에는 기부 수입이 약 US$7,000에 달했다. 그는 코로나19 범유행 이전에 마지막으로 2020년에 키바알레 커뮤니티 센터를 방문했다.

## 질병과 사망
물레나르는 2022년 10월 건강 문제를 보고했다. 2023년 8월 5일, 물레나르의 가족은 Vim 구글 그룹에서 물레나르가 이틀 전 급성 질환으로 62세의 나이로 사망했다고 발표했다. 그의 장례식은 2023년 8월 16일 네덜란드 리서에서 열렸다. Vim은 공동 기여자 크리스티안 브라반트가 계속해서 유지보수할 예정이다.

## 사후 명예
브람 물레나르는 2024년 SFSCON 24에서 2024년 유럽 SFS 상을 사후 수상했다. 이 행사는 2004년부터 자유 소프트웨어 재단 유럽 (FSFE)과 볼차노-보젠 리눅스 사용자 그룹 (LUGBZ)이 주최한 자유 소프트웨어 회의이다.

### 인용
1. ↑  Rehman, Rafeeq Ur; Paul, Christopher (2003). 《The Linux development platform: configuring, using, and maintaining a complete programming environment》. Prentice Hall PTR. 37–쪽. ISBN 978-0-13-009115-4. 2011년 3월 30일에 확인함.
2. 1 2 3 4 5 6 7  Proven, Liam (2023년 8월 7일). “RIP Bram Moolenaar: Coding world mourns Vim creator”. 《더 레지스터》. 2023년 8월 8일에 원본 문서에서 보존된 문서. 2023년 8월 7일에 확인함.
3. ↑  “Yahoo! Groups”. 《groups.yahoo.com》 (미국 영어). 2020년 11월 9일에 원본 문서에서 보존된 문서. 2018년 3월 31일에 확인함.
4. 1 2 3 4 5  Moolenaar, Bram (2002년 1월 15일). “Vim, an open-source text editor”. free-soft.org. 2023년 8월 5일에 원본 문서에서 보존된 문서. 2023년 8월 5일에 확인함.
5. ↑  Moolenaar 2000, 4쪽.
6. ↑  “charityware . info | for developers and users who care”. 《charityware.info》 (영어). 2009년 4월 28일에 원본 문서에서 보존된 문서. 2018년 3월 31일에 확인함.
7. ↑  “Vim”. Moolenaar.net. 2011년 11월 12일에 원본 문서에서 보존된 문서. 2012년 2월 10일에 확인함.
8. ↑  Jacob Gube. “The 15 Most Popular Text Editors for Developers”. Sixrevisions.com. 2012년 1월 18일에 원본 문서에서 보존된 문서. 2012년 2월 10일에 확인함.
9. ↑  “14 Most Popular Text Editors for Linux | TuxArena Blog”. Tuxarena.blogspot.com. April 2009. 2012년 3월 13일에 원본 문서에서 보존된 문서. 2012년 2월 10일에 확인함.
10. ↑  “Best Text Editors”. Lifehacker.com. 2008년 5월 1일. 2011년 11월 8일에 원본 문서에서 보존된 문서. 2012년 2월 10일에 확인함.
11. ↑  “NLUUG Award”. 2008. 2011년 4월 13일에 원본 문서에서 보존된 문서. 2011년 11월 9일에 확인함.
12. ↑  Marshall 2002, 103-104쪽.
13. ↑  “Message from the family of Bram Moolenaar”. 2023년 12월 28일에 원본 문서에서 보존된 문서. 2024년 2월 13일에 확인함.
14. ↑  Axon, Samuel (2023년 8월 8일). “Rest in peace Bram Moolenaar, author of Vim and hero of many developers”. 《아르스 테크니카》. 2023년 8월 22일에 원본 문서에서 보존된 문서. 2023년 8월 8일에 확인함.
15. ↑  “Vim developer Bram Moolenaar posthumously receives the European SFS Award”. 《FSFE》. 2024년 11월 8일. 2024년 11월 9일에 원본 문서에서 보존된 문서. 2024년 11월 9일에 확인함.

### 인용된 자료
- Moolenaar, Bram (2000년 10월 10일). “The continuing story of Vim” (PDF). moolenaar.net. 2023년 8월 5일에 확인함.
- Story, Alan (2002). 《Intellectual Property Rights, the Internet, and Copyright》 (PDF). 《Commission on Intellectual Property Rights》. 2023년 8월 5일에 확인함.
  - Marshall, Wayne. "Appendix 5: Algorithms in Africa". In Story (2002).